# Burg Beersel
Die Burg Beersel ist eine spätmittelalterliche Niederungsburg auf dem Gebiet der belgischen Gemeinde Beersel bei Brüssel in Flämisch-Brabant.

## Geschichte
Die Burg entstand zwischen 1300 und 1310. Während des Flandernaufstandes im Jahre 1489 wurde die Burg zweimal belagert und eingenommen.
1491 wurde sie jedoch wieder aufgebaut und erhielt ihre drei hufeisenförmigen Türme. Schon früher wurden solche Formen benutzt, so zum Beispiel bei der Burg Fougères, was auf einen französischen Einfluss schließen lässt. Die Form der Türme wurde deshalb gewählt, um anfliegende Kanonenkugeln besser abprallen zu lassen. Weiterer Schutz ist ein die Burg umgebender Wassergraben.
Die Burg ist seit 1544 nicht mehr besetzt gewesen, so dass die Innenräume im Originalzustand erhalten blieben.

## Anlage

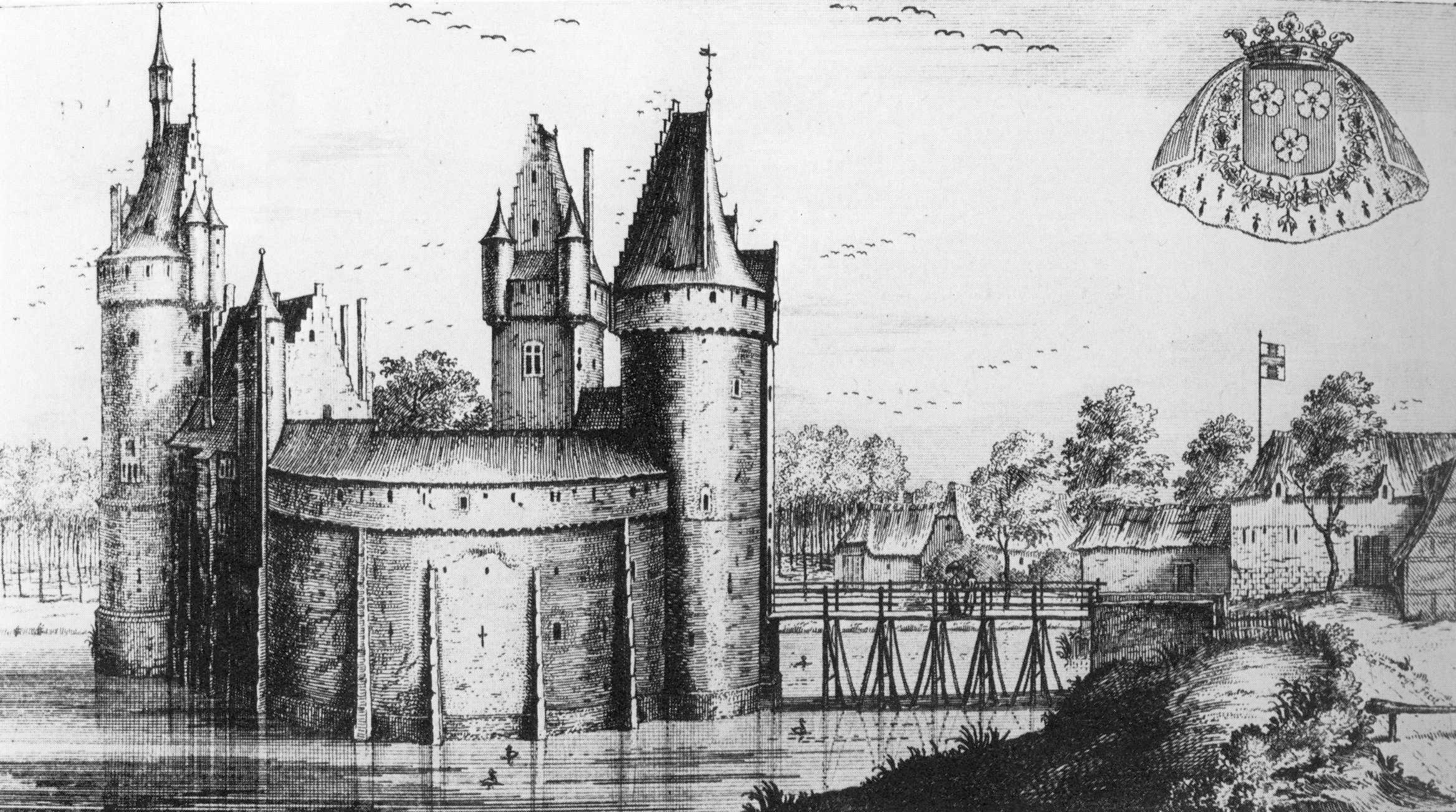
Kupferstich der Burg Beersel, ca. 1690. Links ist das an die Ringmauer angebaute Haupthaus zu sehen.

Burg Beersel wurde aus Backstein errichtet, was ihr die für sie typische rote Farbe verleiht.
Die klar gegliederte Anlage setzt sich aus einer Ringmauer mit ungefähr kreisförmigem polygonalen Grundriss und drei gleichartig gestalteten Mauertürmen zusammen. Einer dieser Türme dient gleichzeitig als Torturm, von dem aus eine Zugbrücke über den Wassergraben führt. Im weitläufigen Innenhof fanden untergeordnete Gebäude Platz. An der dem Torturm gegenüberliegenden Seite des Innenhofs befand sich das heute nicht mehr erhaltene Hauptgebäude, das mit der Rückseite an die Ringmauer angebaut war und diese mit dem Dach überragte. Die Giebel des Haupthauses sowie die auf den Rückseiten der Turmhelme sind als Staffelgiebel gestaltet. Die 
Ringmauer-Kurtinen schließen mit einem gedeckten Wehrgang ab, der nach vorne hin mit Zinnenfenstern und Büchsenscharten ausgestattet ist. In entsprechender Weise sind die Wehrplattformen auf den Türmen gestaltet, die von hohen Halbkegeldächern überdacht werden.